# Dionisodor de Beòcia
Dionisodor (grec antic: Διονυσόδωρος, llatí: Dionysodorus) fou un historiador grec nascut a Beòcia esmentat per Diodor de Sicília com a autor d'una història de Grècia que arribava fins al temps del rei Filip II de Macedònia.
És probablement el mateix Dionisodor que esmenta Diògenes Laerci, qui diu que Dionisodor negava que el pean que circulava sota autoria de Sòcrates fos efectivament obra seva. No se sap segur si va ser l'autor d'una obra sobre rius (περὶ ποταμῶν) i d'una altra titulada τὰ ταρὰ τοῖς τραγῳδοῖς ἡμαρτημένα que esmenten uns escolis a Eurípides.